# Tissa
Tissa ist eine Gemeinde im Süden des thüringischen Saale-Holzland-Kreises und Teil der Verwaltungsgemeinschaft Hügelland/Täler. Neben dem Ort Tissa zählt auch der Weiler Ulrichswalde zur Gemeinde.

## Lage
Tissa befindet sich südlich von Stadtroda im Hügelland der Saale-Ilm-Platte auf leichteren Böden. Die Bundesautobahnen 9 und 4 sowie der Bahnhof in Stadtroda sind gut erreichbar.

## Geschichte

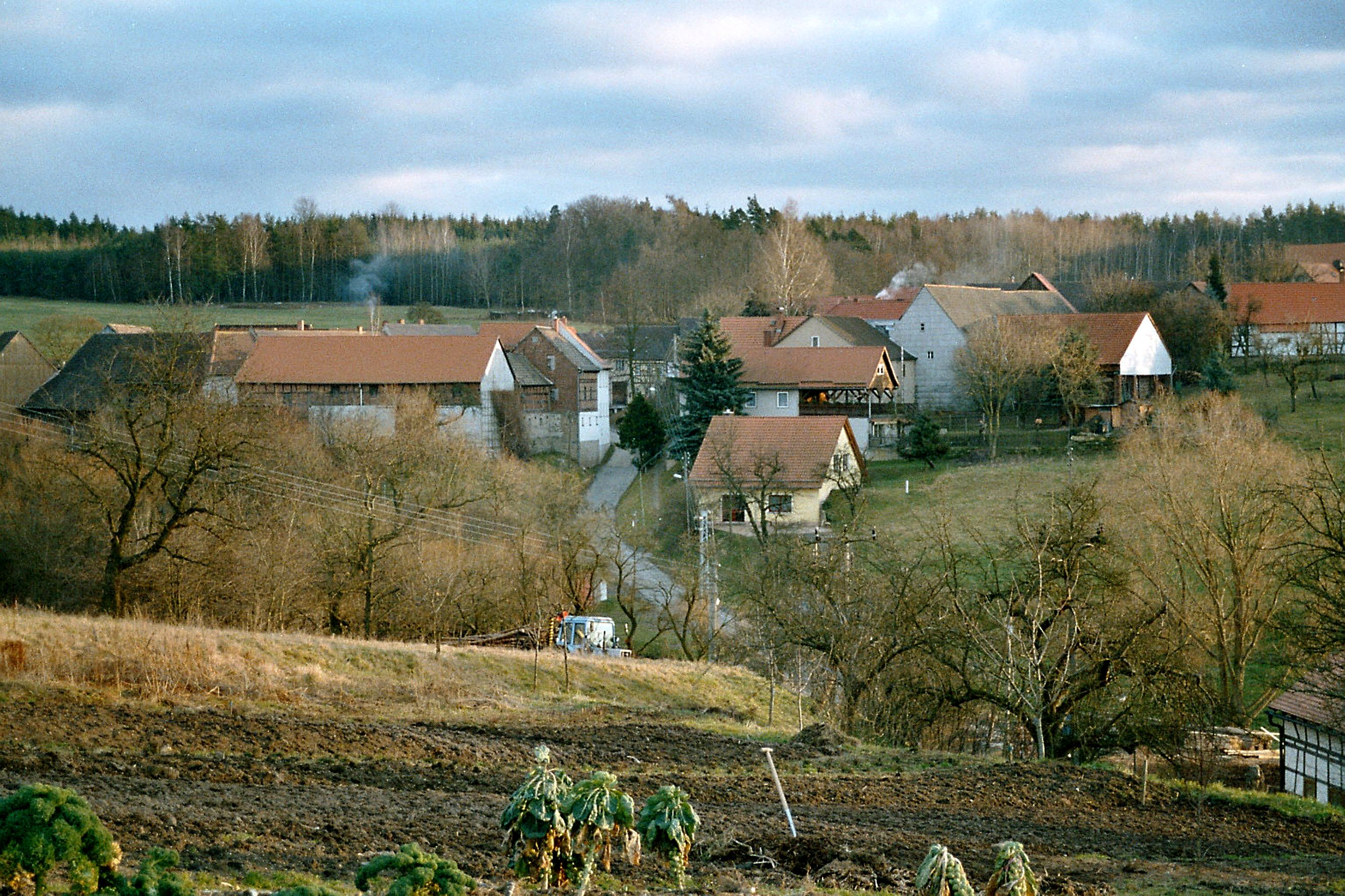
Ortsansicht

Der Ort wurde am 24. Dezember 1358 erstmals urkundlich erwähnt. Die Bauern des Dorfes, das ab 1945 zur SBZ und ab 1949 zur DDR gehörte, mussten entsprechend auch ab 1952 den Weg der Kollektivierung ihrer Höfe gehen. Nach der Wende betreibt ein Bauer einen Öko-Hof und der andere Milchwirtschaft. Im Ort gibt es gut erhaltene und restaurierte Fachwerkgebäude.